# Szecuva

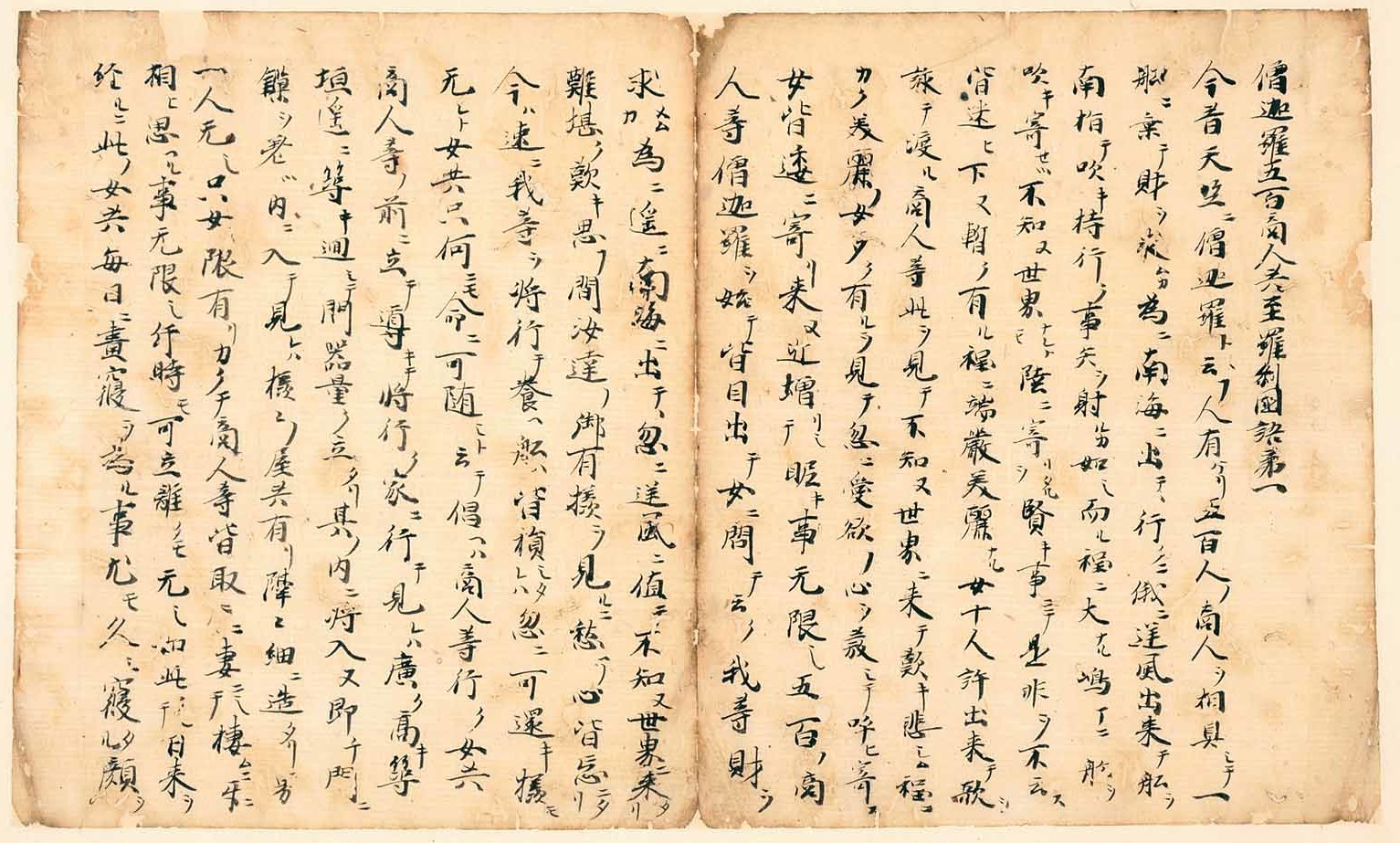
Kondzsaku monogatarisú (1185 előtt)

A szecuva (japánul: 説話, Hepburn-átírással: setsuwa, teljes néven: szecuva bungaku 話文学) népi eredetű epikus műfaj, a Heian-korban keletkezett. A monogatarihoz viszonyítva alacsonyabb szintű irodalmi műfajnak számít. Eredetileg élőszóban terjedt, majd lejegyezték. Legtöbbször vallási, buddhista elemet, tanító, építő szándékú üzenetet, tanulságot tartalmaz. A szecuvában gyakran szerepelnek szokatlan, természetfeletti, fiktív szereplők, események, amiket valós történéseknek állít be. Az elnevezés a Meidzsi-korban jelent meg.
Az idők folyamán a szecuva irodalom kibontakozott. A japán érett középkorban kimagasló művek születtek: mítoszok, legendák, mondák, mesék, anekdoták gyűjteményei.  A Kamakura-korban neokonfuciánus gondolatokat is közvetített. A szecuva nem az arisztokrata olvasókhoz szólt. A gyűjteményekben a középkori japán ember világa tárul fel. A későbbi korok elbeszélő irodalma és a hagyományos japán színjáték, a Nó is merítettek a szecuvák motívumaiból.
A keresztény középkor exemplumához (példa, példázat) hasonlítható.

## Jelentős szecuva művek

### Buddhista szecuvák
- Nihon Rjóiki
- Szambó Ekotoba
- Hómocusú
- Szendzsúsó
- Kankjo-no-tomo
- Hoszsinsú
- Saszekisú
- Zodansú

### Profán (világi) szecuvák
- Kondzsaku monogatarisú
- Gódansó
- Kohon Szecuvasú
- Ucsigikisú
- Kodzsidan
- Dzsikkinsó
- Kokoncsomonsú

## Fordítás
- Ez a szócikk részben vagy egészben  a   Setsuwa című német Wikipédia-szócikk ezen változatának fordításán alapul.  Az eredeti cikk szerkesztőit annak laptörténete sorolja fel. Ez a jelzés csupán a megfogalmazás eredetét és a szerzői jogokat jelzi, nem szolgál a cikkben szereplő információk forrásmegjelöléseként.